# Aube (temps)
Pour les articles homonymes, voir aube.
Ne doit pas être confondu avec Aurore (temps).

Les moments de la journée.

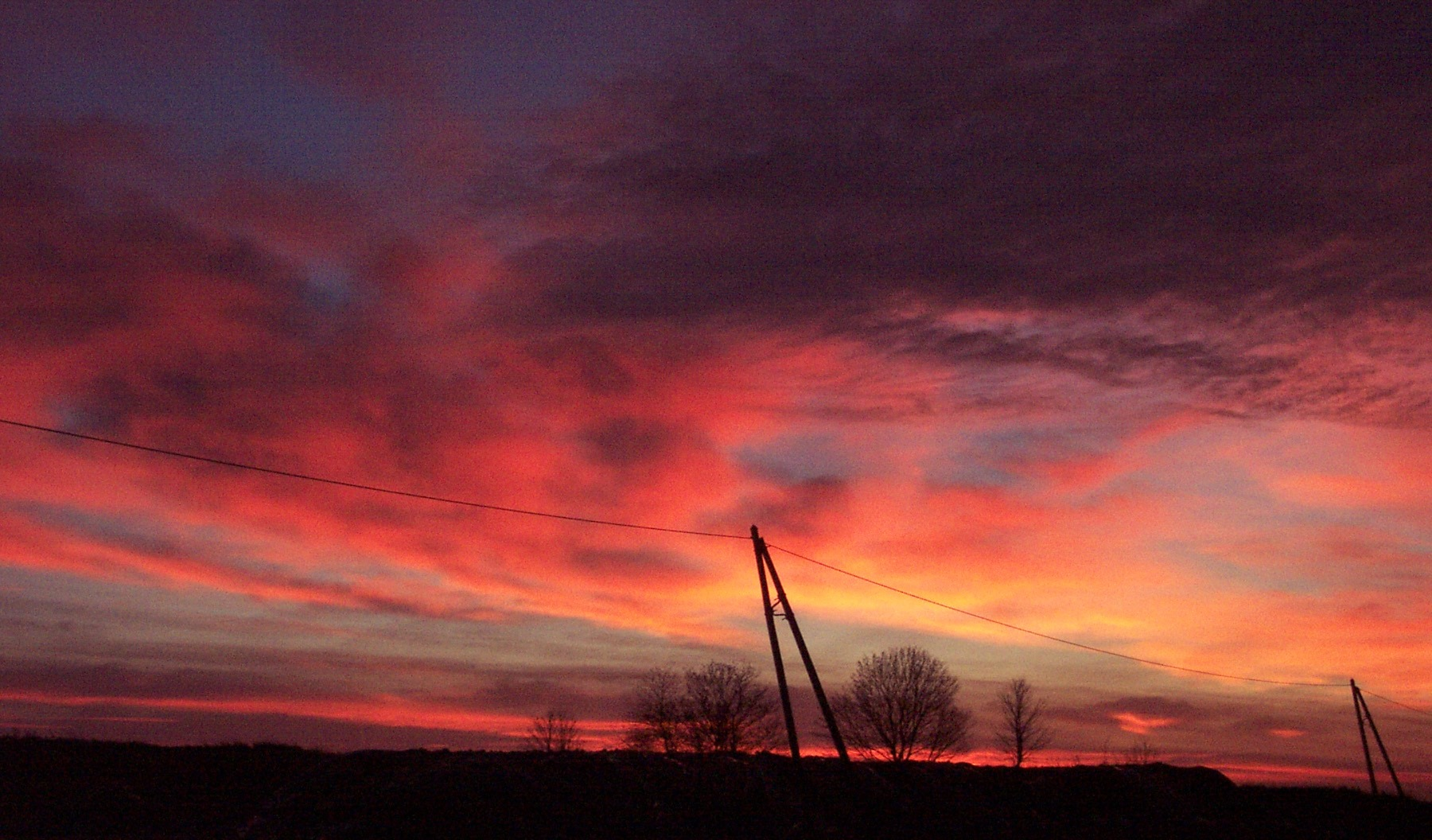
L'aube.

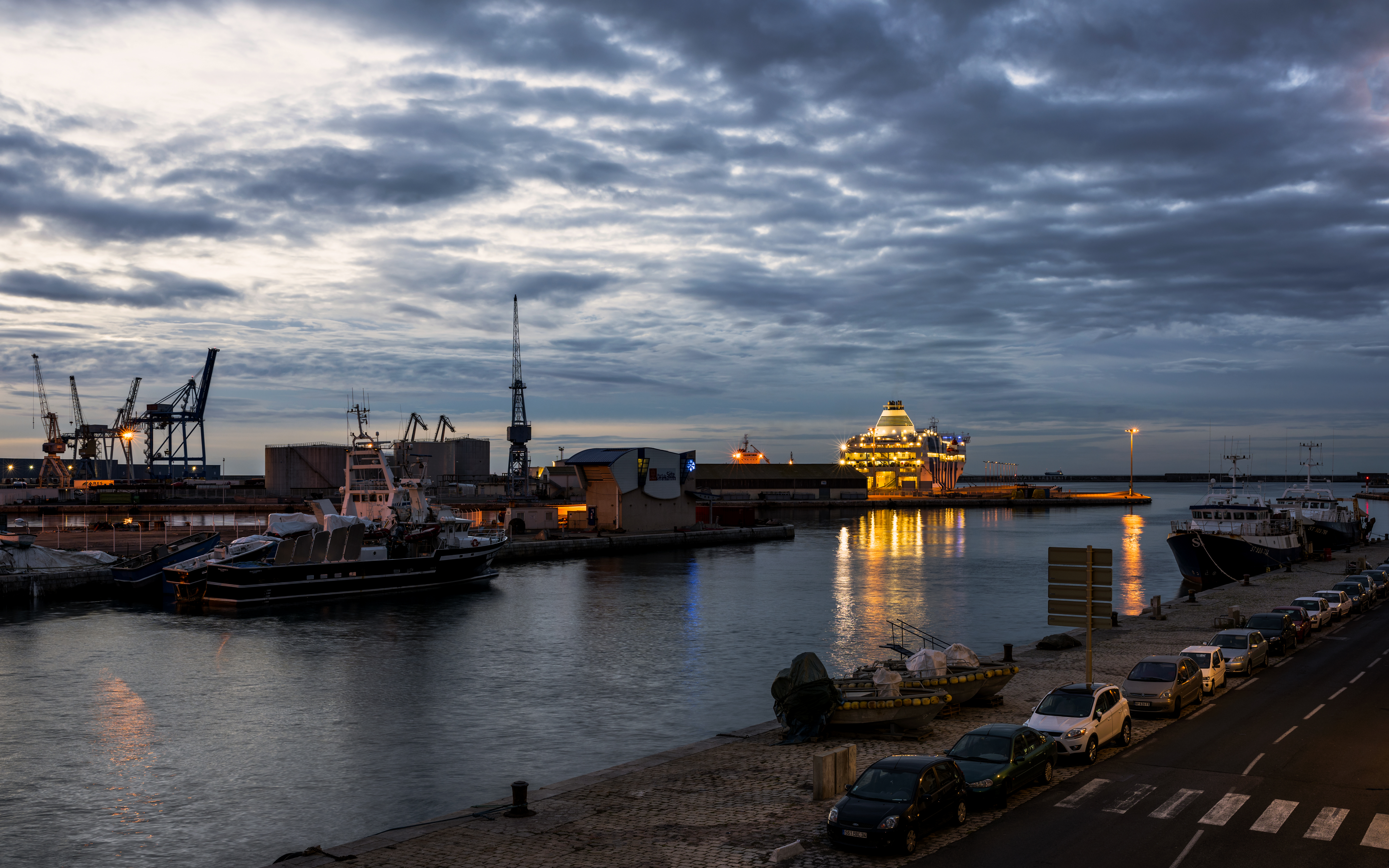
Aube sur le port de Sète, Hérault, France.

L'aube (du latin alba, « blanche ») est la période de la journée située avant le lever du Soleil, entre la nuit et le jour, où le ciel commence à s'éclaircir. Elle est également appelée le « petit matin » ou le  « petit jour » dans le langage courant. On retrouve également l'appellation « point du jour » dans des textes plus anciens. En dehors de la Terre, cette période existe sur toutes les planètes dotées d'une atmosphère et éclairées par les étoiles autour desquelles elles gravitent. 
Marquant la fin de la nuit, l'aube a une importance pour la faune, les activités humaines quotidiennes mais également sur le plan astronomique ou religieux. Formalisé sur le plan légal, son horaire de début était un repère organisationnel et légal important pour l'ensemble des activités humaines avant la généralisation de l'éclairage public. Il est encore utilisé aujourd'hui dans les législations qui réglementent le transport aérien y compris dans les pays développés.
L'aube est habituellement divisée en trois phases. Elle commence lorsque le Soleil est à 18° sous l'horizon, c'est l'aube astronomique, elle n'est alors pas encore clairement perceptible à l'œil nu pour l'être humain mais les étoiles de faible magnitude apparente disparaissent. Cette phase laisse place à l'aube nautique lorsque le Soleil arrive à 12° sous l'horizon, c'est à ce moment que les premières lueurs de l'aube sont distinguées. Cette phase est aussi appelée l'heure bleue. Ce n'est toutefois qu'à partir de la troisième phase, l'aube civile, lorsque le Soleil parvient à 6° sous l'horizon, que l'ensemble des activités humaines peuvent se dérouler sans éclairage artificiel. C'est pourquoi l'horaire de l'aube civile est généralement retenu dans les diverses législations. L'aube s'achève avec le début du lever du soleil appelé l'aurore, le moment de la journée où le bord du disque solaire apparaît à l'horizon qui prend alors une teinte jaune orangé.
Au sens figuré, l'aube peut également désigner la naissance ou le commencement d'un événement quelconque.

## Les trois phases de l'aube

Les différentes phases de l'aube.

L'aube correspond au crépuscule du matin et précède le lever du Soleil. Elle se caractérise par la présence de lumière du jour, bien que le Soleil soit encore au-dessous de l'horizon.
Parmi les définitions techniques de l'aube (ou plus précisément du crépuscule matinal), on distingue dans l'ordre :
1. L’aube astronomique est le moment après lequel le ciel n'est plus complètement noir, qui commence formellement au moment où le Soleil est à 18° sous l'horizon au matin[3] ; cependant les lueurs de l'aube ne sont pas encore perceptibles à l'œil nu mais, pour les astronomes, les objets lointains ne sont plus visibles ;
2. L’aube nautique  est le moment à partir duquel il y a assez de lumière pour que l'horizon et certains objets soient identifiables, que l'on définit formellement comme le moment à partir duquel le Soleil est à 12° sous l'horizon au matin[3] ; les premières lueurs de l'aube peuvent alors être discernées ;
3. L'aube civile est le moment à partir duquel il y a suffisamment de lumière pour que tous les objets environnants soient identifiables et que les activités de commerce puissent commencer ; l'ensemble des activités humaines peut se dérouler sans éclairage artificiel ; l'aube civile est définie de façon formelle comme le moment à partir duquel le Soleil est à 6° sous l'horizon le matin[3]. Les étoiles et les planètes les plus brillantes sont encore visibles et disparaissent peu à peu.

La durée de l'aube change beaucoup avec la latitude de l'observateur. Dans les régions équatoriales, elle peut se réduire au printemps jusqu'à seulement soixante-huit minutes ; dans les régions polaires, elle peut durer plusieurs heures, ou bien ne jamais apparaître, en plein hiver (nuit de vingt-quatre heures), et en plein été (jour de vingt-quatre heures). Mais au pôle Nord, vers le 11 janvier, le Soleil ne sera plus en dessous de 18° sous l'horizon ; dès lors débutera une aube de soixante-huit jours qui ne s'achèvera que le jour du printemps. Autre exemple, à Stockholm, le 21 juin, la  période crépusculaire commence à 22 h 11 et ne finit que le lendemain à 3 h 28, soit une durée de cinq heures et dix-sept minutes. Quant à l'aube proprement dite, ensuite, elle dure deux heures trente-neuf minutes, puis le Soleil se lève.
L'aube ne doit pas être confondue avec l'aurore, qui est le moment où le bord supérieur du disque solaire apparaît au-dessus de l'horizon.

## Importance religieuse
- Dans la liturgie catholique, elle correspond à l'heure de l'office des Laudes.
- C'est aussi à ce moment que la première prière obligatoire, appelée Fajr ou Subh est accomplie par les musulmans, et que la journée de jeûne commence (que ce soit pendant le jeûne obligatoire de Ramadan ou en dehors).

## Culture
C'est à ce moment que sont censées être interprétées les aubades.

## Galerie d'aubes exceptionnelles

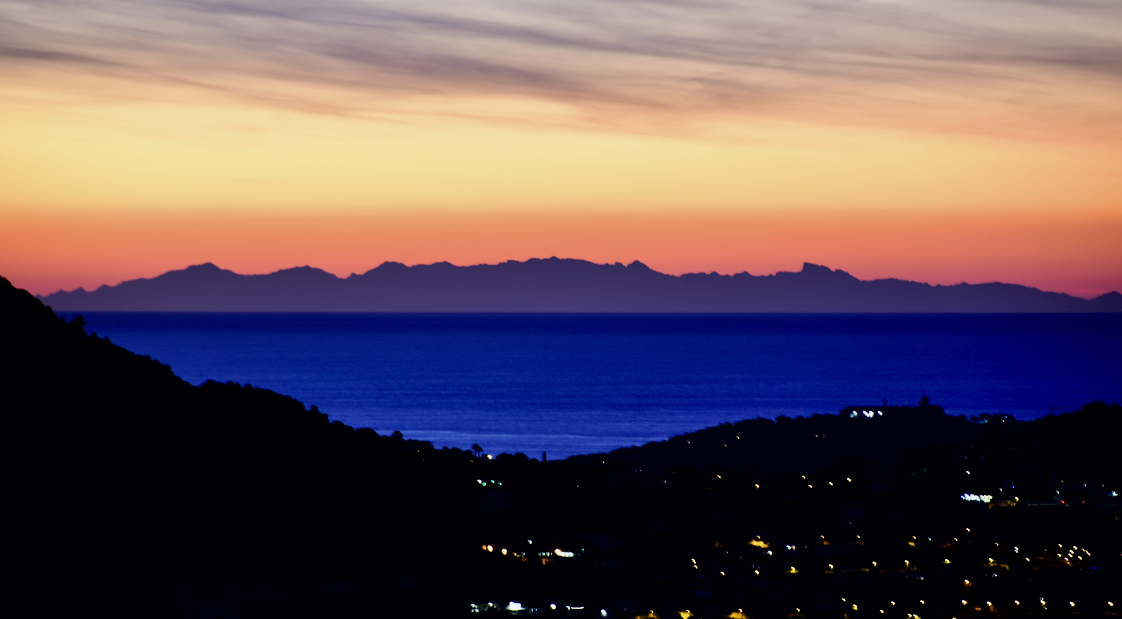
Aube sur la Corse vue depuis Nice par temps froid et sec, visibilité supérieure à 200 km.